# Spoorlijn Romanshorn - Winterthur
De spoorlijn Romanshorn - Winterthur is een Zwitserse spoorlijn tussen Romanshorn gelegen in kanton Thurgau en Winterthur gelegen in kanton Zürich.

## Geschiedenis
Het traject werd geopend.

## Treindiensten
Het lokaal personenvervoer wordt op dit traject uitgevoerd door Thurbo en het interlokaal personenvervoer wordt op dit traject uitgevoerd door de Schweizerische Bundesbahnen (SBB).

## Aansluitingen
In de volgende plaatsen is of was er een aansluiting van de volgende spoorlijnen:

### Romanshorn
- Seelinie, spoorlijn tussen Schaffhausen en Rorschach
- Romanshorn - Sankt Gallen, spoorlijn tussen Romanshorn en Sankt Gallen

### Sulgen
- Gossau - Sulgen, spoorlijn tussen Gossau en Sulgen

### Weinfelden
- Wil - Konstanz, spoorlijn tussen Wil en Konstanz

### Frauenfeld
- Frauenfeld - Wil, spoorlijn tussen Frauenfeld en Wil

### Winterthur
- Zürich - Winterthur, spoorlijn tussen Zürich en Winterthur Hauptbahnhof
- Rorschach - Winterthur, spoorlijn tussen Rorschach en Winterthur
- Winterthur - Etzwilen, spoorlijn tussen Winterthur en Etzwilen
- Winterthur - Rüti, spoorlijn tussen Winterthur en Rüti (ZH)
- Winterthur - Koblenz, spoorlijn tussen Winterthur en Koblenz

## Elektrische tractie
Het traject werd geëlektrificeerd met een spanning van 15.000 volt 16 2/3 Hz wisselstroom.